# Adelelmo di Le Mans
Adelelmo di Le Mans, in francese Alleaume d'Étival o Saint Alleaume (... – 1152), è stato un monaco cristiano ed eremita francese dell'XI secolo, discepolo di Roberto d'Arbrissel, che si era stabilito nel Maine, presso Évron e Sainte-Suzanne. È venerato come beato dalla Chiesa cattolica.
Il suo nome ha origini tedesche, Adalhem, da adal (nobile) e helm (elmo). Lo si ritrova anche con la grafia Adelin, comune ad altri santi della Chiesa cattolica.
È considerato beato da quest'ultima e viene celebrato localmente il 27 aprile.

## Biografia
Le foreste del Maine erano popolate, fin dall'XI secolo da numerosi discepoli di Robert d'Arbrissel, Vitale di Mortain, di Bernardo di Tiron e di Raoul de la Futaie. La loro fama richiamava da lontano credenti ferventi e peccatori pentiti.
Adelelmo veniva dalle Fiandre e fu assegnato come compagno ad un vecchio eremita chiamato Aubert che abitava, si ritiene, una località successivamente denominata l'Habit d'Aubert o Saint-Ellier.
Pareva che Aubert non conoscesse altro che il digiuno e la preghiera: Adelelmo ne guadagnò il cuore per la sua affabilità e serviva il maestro con docilità perfetta.
Quando egli conobbe Bernardo, il futuro fondatore dell'Abbazia della Santa Trinità di Tiron, che era venuto ad occupare un romitaggio vicino, si legò a lui di amicizia e volle raggiungerlo nell'isola di Chausey, ma la sua salute non poteva sopportare il clima dell'isola e delle sue umide grotte.
Tornò quindi al l'Habit d'Aubert con l'intenzione di trasferirsi nuovamente a Chausey con abiti più caldi. Ma egli, narra l'abate Angot, «…trovò il vecchio eremita in uno stato pietoso : il dispiacere per la sua assenza l'aveva portato ad una demenza furiosa ed in un tale stato di disperazione che, senza la continua assistenza dei suoi confratelli, avrebbe attentato alla propria vita. Il ritorno di Adelelmo, il perdono che questi gli chiese e la promessa di non lasciarlo mai più fecero tornare la pace e la ragione nello spirito del vegliardo.»
I superiori minacciarono Adelelmo di scomunica se avesse ancora tentato di andarsene. Egli ritrovò la sua libertà quando Aubert si decise a trovare un asilo per i suoi ultimi giorni presso Raoul de la Futaie, nella foresta di Fougères. Roberto, Vitale, Bernardo e Raoul avevano già gettato le fondamenta del loro insediamento monastico o si apprestavano a farlo: Adelelmo fece la stessa cosa.
Alcuni discepoli si erano già posti sotto la sua direzione; Adelelmo li condusse nella foresta della Charnie presso Sainte-Suzanne in una località già dedicata, o che lo fu da lui, a San Nicola, fra Torcé-Viviers-en-Charnie et Blandouet.(In silva de Carneta locus qui dicitur Sancti Nicolai, 1109); Ecclesia Sancti Nicolai in Charnia, 1197

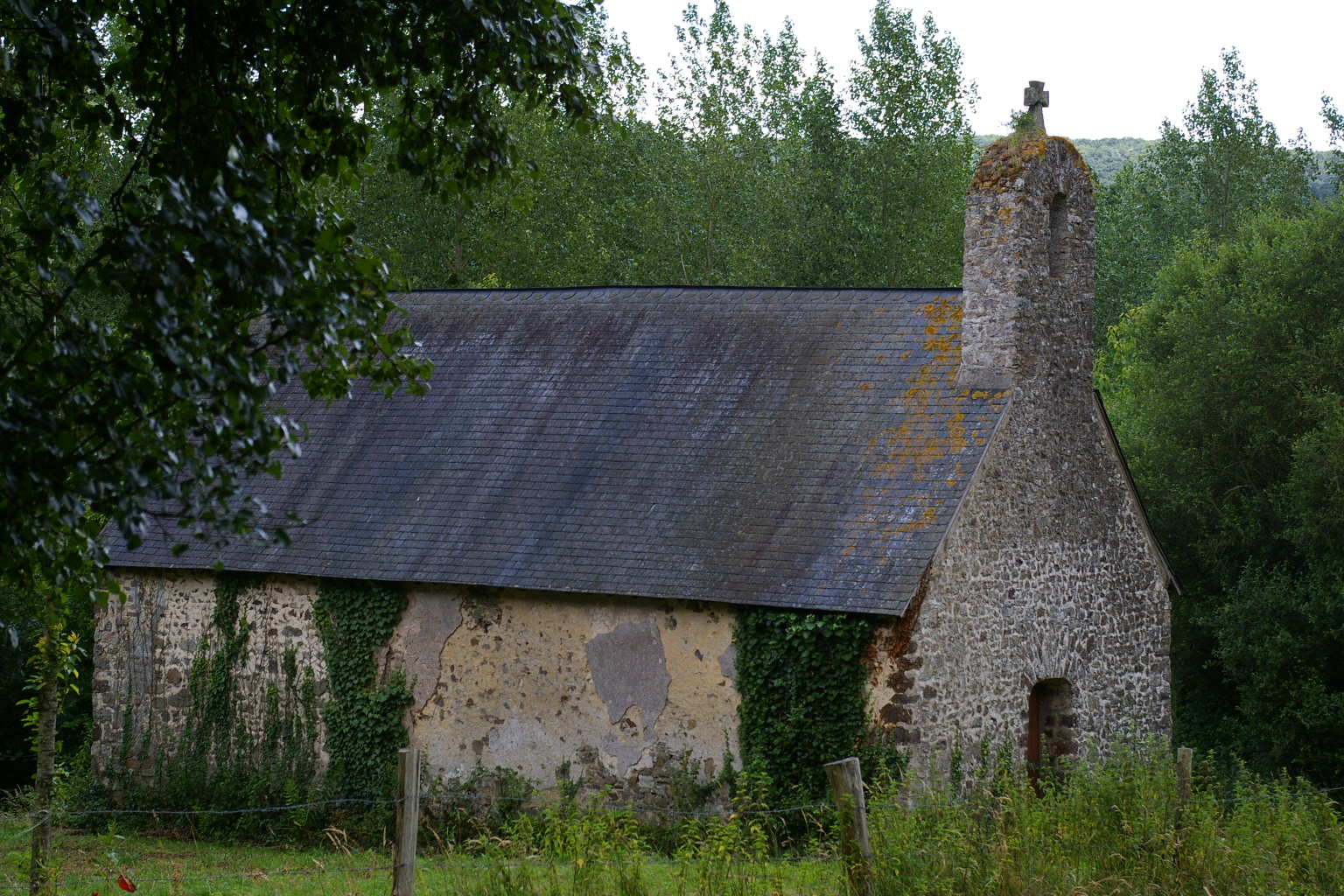
La cappella di San Nicola

Presto anche le donne desideravano consacrarsi a Dio sotto la sua direzione. La valle era tuttavia troppo stretta per poter realizzare un monastero doppio come l'abbazia di Fontevraud.
Fu allora che Raoul VII, visconte di Beaumont, che possedeva vasti territori, tra i quali la Charnie, «…andò lui stesso a chiedere al servo di Dio le sue preghiere…» e gli offrì terreni per i suoi monaci di San Nicola e, nel 1109, per le religiose a Étival, un luogo paludoso, i terreni necessari ad un insediamento definitivo.
I due conventi non coesistettero a lungo: quello di San Nicola non sopravvisse al fondatore, ma i beni che possedeva andarono a beneficio dell'abbazia di Étival-en-Charnie, che, creata sotto la direzione di Godehildis o Godehilde, sorella di Raoul de Beaumont, non solo durò fino al 1790, ma diede luogo a numerosi priorati, sia nel Maine (a Mariette, ai Pins, a Saint-Mesme, a Champfleury, ecc.), sia in Turenna, a Château-Renault ed al Boulay.
La parrocchia di Livet fu donata ad Adelelmo per le sue "figlie" d'Étival.
Il fondatore, dopo aver vissuto più di mezzo secolo nella diocesi di Le Mans, «…ove egli lasciò – dice Dom Piolin – la reputazione di un dottore e di un grande predicatore», morì il 27 aprile 1152 e la sua salma venne inumata nella chiesa di Étival. Alla sua morte l'abbazia di Étival tornò sotto la guida di Godehilde di Beaumont.